# Dewapur
Dewapur (nep. देवापुर) – gaun wikas samiti w środkowej części Nepalu w strefie Narajani w dystrykcie Bara. Według nepalskiego spisu powszechnego z 2001 roku liczył on 509 gospodarstw domowych i 3385 mieszkańców (1626 kobiet i 1759 mężczyzn).